# Benthosphaera
Benthosphaera är ett släkte av kräftdjur. Benthosphaera ingår i familjen klotkräftor.
Kladogram enligt Catalogue of Life:
| Benthosphaera | \| \| Benthosphaera arkoola \| \| \| \| \| \| Benthosphaera guaware \| \| \| \| \| \| Benthosphaera reburra \| \| \| \| |
|               | \| \| Benthosphaera arkoola \| \| \| \| \| \| Benthosphaera guaware \| \| \| \| \| \| Benthosphaera reburra \| \| \| \| |
|               | Benthosphaera arkoola                                                                                                   |
|               | |
|               | Benthosphaera guaware                                                                                                   |
|               | |
|               | Benthosphaera reburra                                                                                                   |
|               | |